# Sillingkopf
Sillingkopf är en bergstopp i Österrike.   Den ligger i distriktet Lienz och förbundslandet Tyrolen, i den centrala delen av landet, 300 km väster om huvudstaden Wien. Toppen på Sillingkopf är 2 821 meter över havet, eller 39 meter över den omgivande terrängen. Bredden vid basen är 0,31 km.
Terrängen runt Sillingkopf är huvudsakligen bergig, men den allra närmaste omgivningen är kuperad. Runt Sillingkopf är det ganska glesbefolkat, med 26 invånare per kvadratkilometer.. Närmaste större samhälle är Matrei in Osttirol, 13,8 km söder om Sillingkopf. 
Trakten runt Sillingkopf består i huvudsak av gräsmarker.